# ويستون آدامز (تاجر أسهم)
ويستون آدامز (بالإنجليزية: Weston Adams)‏ (و. 1904 – 1973 م) هو سمسار الأوراق المالية، ولاعب هوكي الجليد أمريكي، ولد في سبرينغفيلد، توفي عن عمر يناهز 69 عاماً.

## التعليم
تعلم في جامعة هارفارد
.

## جوائز
حصل على جوائز منها:
- كأس ستانلي
- قاعة مشاهير الهوكي